# Китсон, Дейв
Дэвид Барри Китсон (англ. David Barry Kitson), более известный как Дейв Китсон (англ. Dave Kitson; род. 21 января 1980, Хитчин, Англия) — английский футболист, нападающий.

## Биография
Китсон присоединился к «Кембридж Юнайтед» в 2001 году во Втором дивизионе. Его рекомендовали агент Барри Силкман и менеджер Джон Бек. Игрок дебютировал в игре против «Сток Сити» 17 марта 2001 года. В последний день того же сезона, в игре против «Суонси Сити», Китсон забил первый гол за клуб. В следующем сезоне «Кембридж Юнайтед» выбыл из Лиги 1, но Китсон забил 10 голов, став вторым бомбардиром клуба после Тома Янгса. После 11 голов в 19 матчах, в начале сезона 2003/04, Китсон покинул команду и присоединился к «Редингу».
Китсон был продан «Редингу» 26 декабря 2003 года за 150 тысяч фунтов. За «Рединг» он забил пять голов в 10 матчах первого сезона. В сезоне 2005/06, несмотря на травмы, он показал высокое соотношение забитых голов к проведённым матчам, и вместе с командой занял первое место в Чемпионшип. Команда впервые вышла в Премьер-лигу, набрав рекордные 106 очков.
Китсон забил первый гол клуба в Премьер-лиге в игре против «Мидлсбро» в день открытия сезона 2006/07, но в том же матче получил тяжёлую травму. Травма также помешала ему доиграть в матче Кубка Англии против «Бирмингем Сити» 27 января 2007 года, когда «Рединг» одержал победу. 
В начале сезона 2007/08 Китсон был удалён менее чем через минуту после выхода на замену в игре против «Манчестер Юнайтед» после фола на Патрисе Эвра.
18 июля 2008 года, Китсон перешёл в команду «Сток Сити» за рекордную для этой команды сумму в 5,5 млн фунтов стерлингов. Игрок не мог вписаться в командную игру, после того как тренер поставил его не на привычную позицию — Китсон не забил ни разу  за 18 официальных матчей, которые он сыграл за «Сток Сити» в сезоне 2008/09. Он вернулся в «Рединг» 10 марта 2009 года на правах аренды до конца сезона 2008–09.
Вернувшись в «Сток Сити», он забил первый гол за команду в официальном матче Кубка лиги против «Лейтон Ориент» 26 августа 2009 года. А в регулярных матчах игрок отметился уже 29 августа 2009 года — это был победный голом в матче против «Сандерленда». 
Затем Китсон забил в ворота «Болтон Уондерерс», но после уступил место на поле Джеймсу Битти, сам же присоединился к «Мидлсбро» на правах аренды на два месяца. Первые голы за «Мидлсбро» он забил в матче против «Питерборо Юнайтед» 28 ноября 2009 года, оформив дубль. 
Игрок вернулся в «Сток» 1 января 2010 года. Там он забивал в Кубке Англии командам «Манчестер Сити» и «Болтон Уондерерс».
Китсон дебютировал в «Портсмут» 11 сентября 2010 года в игре против «Ипсвич Таун» на стадионе Фраттон Парк. Он забил свой первый гол за клуб 14 сентября 2010 года и ещё два гола в игре против «Лестера» на Фрэттон Парк 24 сентября 2010 года. Китсон согласился покинуть клуб в августе 2012 года.
31 августа 2012 года, Китсон присоединился к «Шеффилд Юнайтед» по краткосрочному контракту до конца декабря. Игрок дебютировал 15 сентября 2012 года, выйдя на вторую половину игры против «Бери». Его первый гол за «Шеффилд Юнайтед» был в игре против «Ноттс Каунти» в Брэмолл Лейн 29 сентября 2012 года. 16 ноября 2012 года Китсон продлил контракт до конца сезона. Китсон регулярно играл в оставшееся время, сыграв в 37 играх и забив 11 голов. Но команда не смогла перейти в лигу выше, и он был уволен по истечении контракта в июне 2013 года.
27 июня 2013 года, Китсон присоединился к «Оксфорд Юнайтед», подписав контракт на два года. За единственный сезон в клубе он забил четыре мяча и 22 июля 2014 года объявил о своем решении уйти из профессионального футбола. В декабре 2014 года Китсон вернулся в «Арлси Таун», но ушёл оттуда в феврале 2015 года.